# Foire de Vérone
 (août 2024).
La mise en forme du texte ne suit pas les recommandations de Wikipédia : il faut le « wikifier ».
Les points d'amélioration suivants sont les cas les plus fréquents. Le détail des points à revoir est peut-être précisé sur la page de discussion.
- Les titres sont pré-formatés par le logiciel. Ils ne sont ni en capitales, ni en gras.
- Le texte ne doit pas être écrit en capitales (les noms de famille non plus), ni en gras, ni en italique, ni en « petit »…
- Le gras n'est utilisé que pour surligner le titre de l'article dans l'introduction, une seule fois.
- L'italique est rarement utilisé : mots en langue étrangère, titres d'œuvres, noms de bateaux, etc.
- Les citations ne sont pas en italique mais en corps de texte normal. Elles sont entourées par des guillemets français : « et ».
- Les listes à puces sont à éviter, des paragraphes rédigés étant largement préférés. Les tableaux sont à réserver à la présentation de données structurées (résultats, etc.).
- Les appels de note de bas de page (petits chiffres en exposant, introduits par l'outil «  Source ») sont à placer entre la fin de phrase et le point final[comme ça].
- Les liens internes (vers d'autres articles de Wikipédia) sont à choisir avec parcimonie. Créez des liens vers des articles approfondissant le sujet. Les termes génériques sans rapport avec le sujet sont à éviter, ainsi que les répétitions de liens vers un même terme.
- Les liens externes sont à placer uniquement dans une section « Liens externes », à la fin de l'article. Ces liens sont à choisir avec parcimonie suivant les règles définies. Si un lien sert de source à l'article, son insertion dans le texte est à faire par les notes de bas de page.
- La présentation des références doit suivre les conventions bibliographiques. Il est recommandé d'utiliser les modèles {{Ouvrage}}, {{Chapitre}}, {{Article}}, {{Lien web}} et/ou {{Bibliographie}}. Le mode d'édition visuel peut mettre en forme automatiquement les références.
- Insérer une infobox (cadre d'informations à droite) n'est pas obligatoire pour parachever la mise en page.

Pour une aide détaillée, merci de consulter Aide:Wikification.
Si vous pensez que ces points ont été résolus, vous pouvez retirer ce bandeau et améliorer la mise en forme d'un autre article.
 (août 2024).

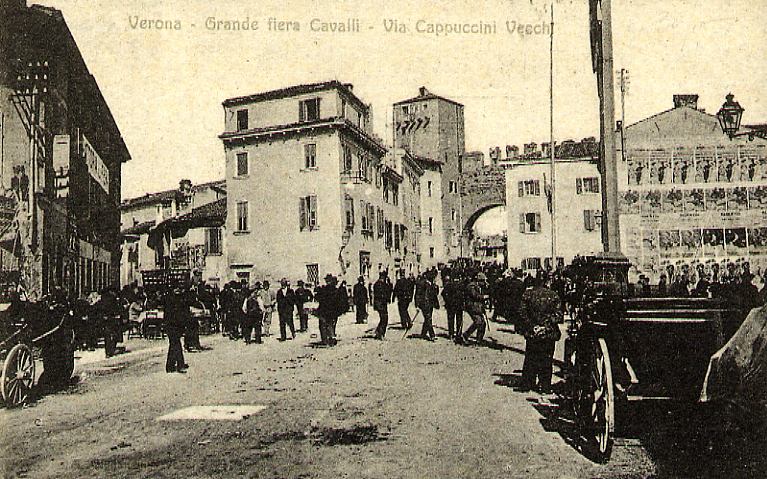
Vue de l'entrée de la "Fiera di Verona" en 1900

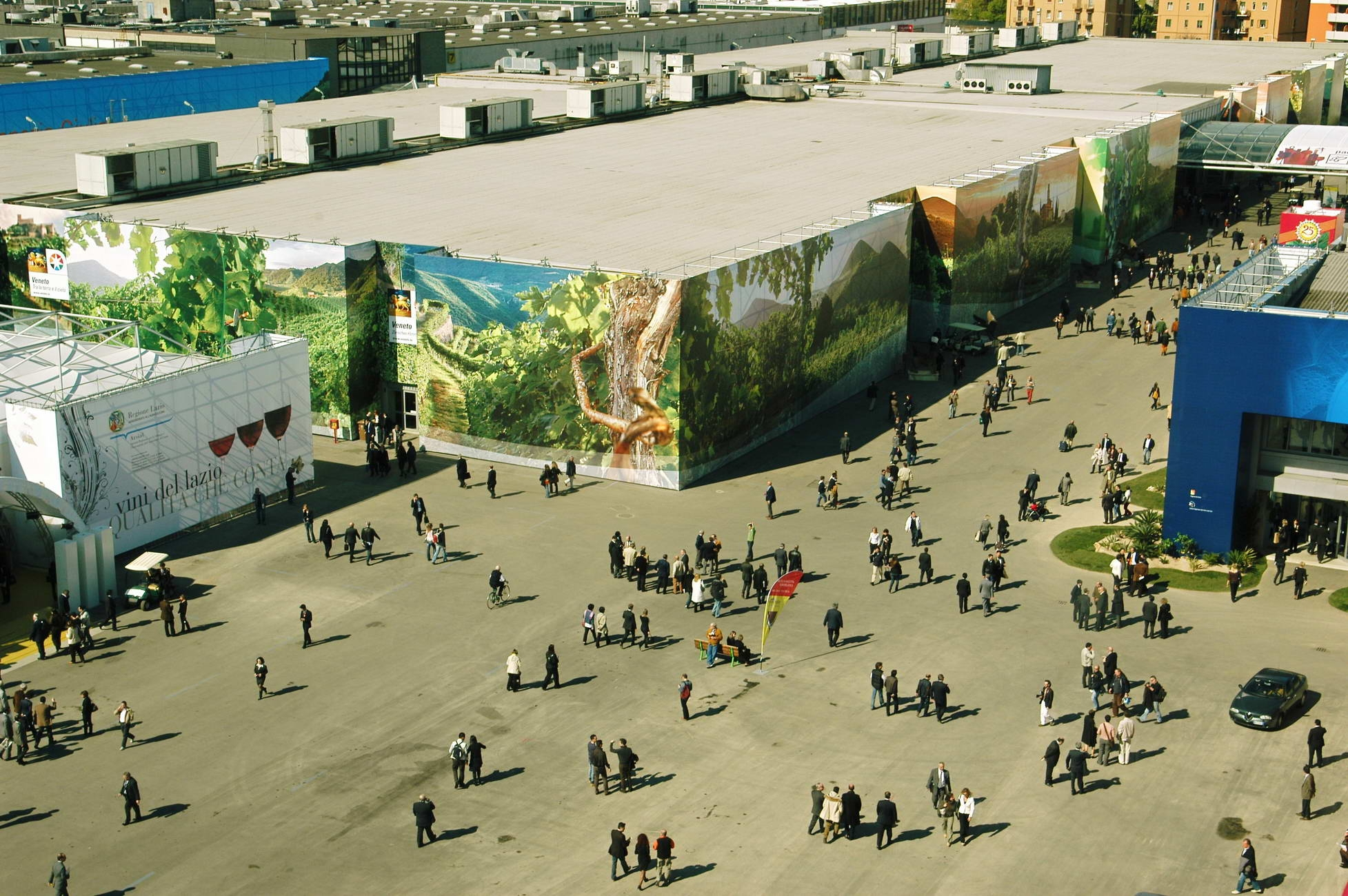
Vue des pavillons décorés lors de l'exposition Vinitaly de 2008

La Foire de Vérone est le parc des expositions de Vérone (en italien : Fiera di Verona), le principal centre d'exposition de la ville italienne de Vérone, dans le quartier de Borgo Roma.
Ce complexe est l'un des centres d'exposition les plus anciens et les plus visités. Fondé en 1898 sous le prince Victor-Emmanuel III, deux ans avant qu'il n'accède au trône du royaume d'Italie, le 29 juillet 1890.
Le parc des expositions de Vérone est situé dans la zone industrielle de la ville, dans le quartier de Borgo Roma, Viale del Lavoro, 8. La superficie totale de Veronafiere est de 350 000 m2 dont 152 000 m2 couverts répartis sur 13 pavillons. Il comprend deux centres de congrès, l' Arena et l' Europa où des réunions, congrès, conférences et séminaires sont organisés tout le long de l'année. Le Parc est desservi par 3 lignes de bus urbains ; l'accès se fait par 7 portes et les visiteurs ont le choix parmi 14 établissements de toutes catégories pour se restaurer.
Chaque année, 35 expositions internationales y sont organisées, au cours desquelles environ 14 000 exposants présentent leurs produits à plus de 1,1 million de visiteurs. Tous les halls et pavillons du parc d'exposition disposent d'un système de climatisation, ce qui leur permet d'être utilisés 365 jours par an. De plus, Véronefiere est un des très rares centres d'expositions au monde où fonctionnent, partout, des unités de désenfumage.

## Histoire

### Origine
La 1re Foire de Vérone s'est tenue au IXe siècle. En 1632, le maire de Vérone, Andrea Cornaro impose à cet événement une fréquence annuelle, sur la Piazza Bra, pour relancer l'économie de la ville après l'épidémie de peste de 1630. En 1722, les travaux pour la construction de la Fiera di Muro (it) sur un immense terrain plat de l'autre coté de l'Adige, au Campo Marzio, dans le quartier de Veronetta, sur un projet de l'ingénieur architecte Ludovico Perini. L'ouvrage a été achevé en décembre 1723 et comprenait 124 boutiques, toutes en maçonnerie, la première foire construite en dur en Italie alors que toutes les foires au monde étaient en bois. Ce lieu a été progressivement abandonné à partir de l'époque napoléonienne puis complètement démoli au XIXe siècle.

### Époque contemporaine

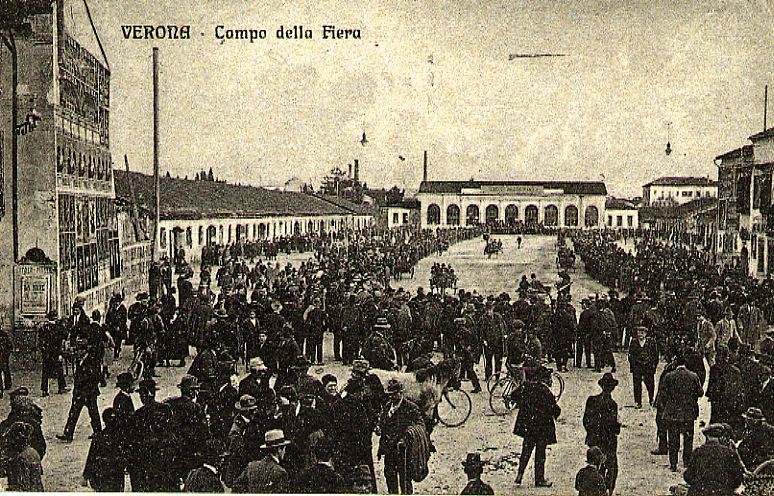
La piste de la Fiera Cavalli, Piazza Cittadella à Vérone en 1900

L'histoire contemporaine de la Foire de Vérone débute en octobre 1897. La  municipalité de Vérone organise une première édition expérimentale, sur la Piazza Cittadella, de ce qui va devenir la Fieracavalli. La manifestation rencontre un tel succès que le conseil municipal décide de le rendre bi-annuel. Pour accueillir la foire l'année suivante, il fallait choisir un lieu plus propice pour installer un nombre suffisant d'écuries. Le 28 décembre 1897, le Conseil municipal approuve le projet de construction du nouveau Parc des Expositions sur les terrains communaux de Biadego, situé entre le fleuve Adige et l'actuelle Via del Pontiere, comprenant la démolition d'une partie des bâtiments d'un ancien couvent pour créer un nouvel accès et la construction de 27 écuries avec tous les services nécessaires. Compte tenu du succès croissant de la foire au cours des années suivantes, d'autres grandes écuries ont été construites, à tel point qu'en 1902 elles pouvaient accueillir 730 chevaux.
Avec l'attrait croissant des visiteurs pour la foire de Vérone, la construction d'une nouvelle entrée devenait urgente. En 1914, la mairie, dirigée par Eugenio Gallizioli, charge le directeur du bureau technique municipal d'élaborer un projet qui est immédiatement approuvé mais dont les travaux ne seront pas lancés dans un premier temps. En 1926, un nouveau projet est approuvé et les travaux sont lancés immédiatement. Les travaux sont terminés en novembre 1927, année au cours de laquelle la Fieracavalli est reconnue Foire Nationale de l'Agriculture par un Décret royal. Après la fin de ces premiers travaux, ceux concernant la réfection des bâtiments voisins sont immédiatement adjugés et se terminent en août 1928. En 1930, la Foire de Vérone s'était tellement développée qu'elle occupait toute la zone : Via Pallone, Piazza Bra et Piazza Cittadella. La Foire de Vérone a été placée sous la responsabilité d'un organisme autonome.

### Le nouveau quartier de la Foire
Pendant la Seconde Guerre mondiale, les bombardements américains et britanniques ont causé d'énormes dégâts aux bâtiments de la foire. Dès 1948, elle est définitivement déplacée dans la nouvelle Zone Agricole-Industrielle (ZAI) au sud de la ville, gagnant ainsi de nouveaux espaces et infrastructures qui allaient permettre un développement plus rationnel de la Foire devenue Centre des Expositions,
L'implantation de la ZAI avait en effet été programmée dans les années avant guerre et une vaste zone d'environ 20 hectares, occupée par la caserne Crippa et par le par automobile militaire, qui avaient été presque entièrement détruits pendant la guerre. Ce terrain comportait de nombreux avantages dont la proximité de la gare de Vérone-Porta-Nuova, de la sortie de l'autoroute Milan-Venise pour le centre-ville, les autres voies d'accès et sa position centrale dans la zone agro-industrielle.
Le nouveau Parc des Expositions de Vérone a été conçu avec la ZAI, pour respecter un programme architectural d'urbanisation. Le projet d'aménagement général a été élaboré par l'architecte Plinio Marconi avec les ingénieurs Italo Avanzini et Giuseppe Palatini. La seule contrainte imposée par l'organisme autonome de la foire de l'époque, était de pouvoir utiliser les structures en dehors des périodes de foires et d'étendre leur fonctionnalité pour tous événements au cours de l'année.
En 2017, l'organisme autonome s'est transformé en Veronafiere SpA, une société ayant pour objectif de représenter une plateforme de promotion internationale. Au fil du temps, elle a ainsi réussi à s'imposer sur les marchés mondiaux grâce à un réseau de 60 délégués, a créé la société Veronafiere do Brasil et des bureaux permanents à Shanghai et Le Caire et a lancé ses propres expositions internationales aux États-Unis, Brésil, Russie, Chine, Afrique du Nord, Moyen-Orient et Australie.

### Les pavillons

#### Agricenter
L'Agricenter, rebaptisé Palaexpo, a été construit entre 1985 et 1988. De par sa grande taille il occupe un espace à peu près rectangulaire de 305 × 45 mètres, pour une superficie d'environ30 000 m² et un volume d'env300 000 m³.
Pour rester au cœur du monde rural, la Foire de Vérone a créé le Centre permanent international d'agriculture, dont le but est de projeter l'agriculture dans le futur. Cet objectif a été poursuivi grâce à l'intégration de trois éléments :
- le centre de conférences, dans lequel peuvent accueillir des débats, des conférences et des séminaires,
- le centre commercial, où l'on peut alterner expositions et négociations de produits agroalimentaires,
- le système d'information disposant d'une base de données et de services associés situés dans l'Agricenter qui permet aux opérateurs de se tenir informés en temps réel des prix des produits sur les principaux marchés[10].

#### Pavillons 11 & 12
En 2004, un plan directeur a été élaboré en prévision d'une restructuration et d'une extension par tranches successives, afin de garantir la continuité des expositions et des salons. L'objectif du projet était de moderniser les structures et d'augmenter la possibilité d'organiser plusieurs événements en même temps, ainsi que d'améliorer l'attractivité et l'apparence générale de l'ensemble.
Le projet d'extension proposait un déploiement essentiellement vers le sud, où deux nouvelles entrées devaient être construites, à l'est et à l'ouest, à côté de l'entrée historique située au nord, à proximité d'un bâtiment de bureaux. Cependant, de ce plan directeur complexe, seuls deux pavillons ont été construits et achevés en 2006. Les deux pavillons, y compris une galerie de service, occupent une superficie de 20 000 m2 sans poteaux intérieurs pour permettre une totale liberté dans l'aménagement des espaces. Les pavillons sont conçus pour être éclairés, selon les besoins, par la lumière naturelle ou être complètement obscurcis.

#### Entrée Re Theodorico
En 2018, la cabinet Maffeis Engineering SpA de Solagna, province de Vicence, a été chargé de réaménager l'entrée Re Teodorico, habituellement utilisée pour des événements de grande envergure mais qui n'intéresse que la partie sud du Parc des Expositions. L'élément principal est une grande couverture de 6 700 m2, achevée en 2020, qui est un élément très imposant, utilisé à la fois comme parcours couvert vers les pavillons mais aussi comme lieu de rencontre et de repos.
La couverture repose sur une charpente en acier. Elle est composée d'éléments en éthylène tétrafluoroéthylène (ETFE), un matériau polymère semi-cristallin polyvalent et autonettoyant. Son utilisation donne une légèreté et une transparence à la couverture.

## Liste des expositions 2024
En 2024, comme chaque année, le Parc des Expositions de Vérone accueille des expositions nationales et internationales :
- 14 janvier : Borsa scambio giocattolo d'epoca - Bourse d'échange de jouets anciens
- 19/21 janvier : Motor Bike Expo - Salon des 2 roues
- 31 jan. / 3 février : Fieragricola - Salon de l'agriculture
- 17/19 février : EOS - European Outdoor Show (Chasse, tir sportif, pêche, nautisme, activités de plein air)
- 28 fév / 2 mars : Progetto Fuoco - Exposition internationale des équipements de production de chaleur et d'énergie par la combustion de bois
- 9/10 mars : Model Expo Italy - Exposition de modélisme
- 9/10 mars : ElectroExpo - Exposition du matériel électronique, informatique, composants, radio communication et jouets électroniques avec bourse d'échanges pour amateurs
- 11/18 mars : Concorso Sol d'Oro Emisfero Nord - Concours d'huile d'olive organisé par Veronafiere depuis 2002 pour valoriser les meilleures huiles d'olive extra vierges de tous les pays producteurs
- 12/15 mars : LETExpo - Logistics Eco Transport Trade Show : la plus grande exposition des transports et de la logistique durable
- 15/17 mars : SportExpo : depuis 2007, permet aux élèves du primaire et du secondaire de s'initier gratuitement à tous les sports
- 4 avril : Vinitaly Design Award
- 9/11 avril : 5 StarWines & Wine Without Walls - guide des vins sélectionnés lors de l'exposition, présente les vins des caves sélectionnées par les experts du secteur
- 12/15 avril : Vinitaly & the city
- 13 avril : Opera wine
- 14/17 avril : SOL - International Olive Oil Trade Show - Salon international de l'huile d'olive, du produit sous toutes ses formes
- 14/17 avril : Enolitech - Salon international dédié à toute la chaîne d'approvisionnement technologique appliquée à la viticulture, à l'oléiculture et aux boissons
- 14/17 avril : Vinitaly - Salon international des vins et produits distillés
- 14/16 mai : Automotive Dealer Day - Journée des concessionnaires automobiles
- 23/25 mai : Veronafil - Salon semestriel de la philatélie, numismatique, gravures, cartes postales et livres anciens
- 24/26 mai : 70° Verona Mineral Show - Exposition internationale semestrielle de minéraux, fossiles et pierres précieuses
- 24/27 mai : Vapitaly - Salon international de la e-cigarette
- 7/8 juin : Amphora Revolution - Salon professionnel des amateurs de vins conservés en amphores, présentation du guide annule et remise des prix
- 30 août/1re septembre : Vinitaly & the City Calabria in Wine Sibari
- 24/27 septembre : Marmomac - Salon international du marbre, du design, des machines et des technologies
- 6 octobre : Bourse d'échange de jouets anciens
- 11/13 octobre : ArtVerona - Salon de référence pour la valorisation et le soutien du système artistique italien
- 11/13 octobre : Verona International Tattoo Expo
- 16/17 octobre : MCTer Expo - depuis 2002, Salon International de référence pour le développement de l'efficacité énergétique dans l'industrie et le secteur tertiaire, avec les salons annuels de Milan et Rome pour généraliser les bâtiments intelligents. Maintenance industrielle et automatisation, cogénération, électrolyseurs à membrane échangeuse de protons (PEM)
- 24/25 octobre : Service Day - Salon des services après-vente dans l'automobile
- 4/5 novembre : Wine2wine Business Forum - Depuis 2014 Salon conférences accueille des intervenants et des experts du monde du vin pour des mises à jour sur les dernières tendances, la concentration sur les marchés internationaux et un aperçu des enjeux clés du secteur, la contribution au soutien des producteurs et opérateurs des secteurs viticole et vinicole
- 7/10 novembre : FieraCavalli - Salon dédié aux chevaux et à l'équitation
- 16/17 novembre : Verona Sposi Bridal Week - Salon exclusif dédié aux futurs mariés
- 21/23 novembre : Veronafil - Salon semestriel de la philatélie, numismatique, gravures, cartes postales et livres anciens
- 22/24 novembre : Verona Mineral Show - Exposition internationale semestrielle de minéraux, fossiles et pierres précieuses
- 27/30 novembre : 33° JOB & Orienta - Le salon italien le plus important dédié à l'orientation, à l'école, à la formation et au travail

Avec une fréquence triennale :
- 6/9 mai 2026 : SaMoTer : 32° Salon des matériels de chantier (Salon devenu triennal depuis 1993, en alternance avec Intermat de Paris et Bauma de Munich) - Le Salon SaMoTer 2014 a inclus le Salon Asphaltica dédié aux machines et systèmes pour le secteur routier et bitume promu par Siteb - Strade Italiane e Bitumi[15].